# 漢根德格萊徹山
46°37′45.89″N 8°10′57.21″E / 46.6294139°N 8.1825583°E

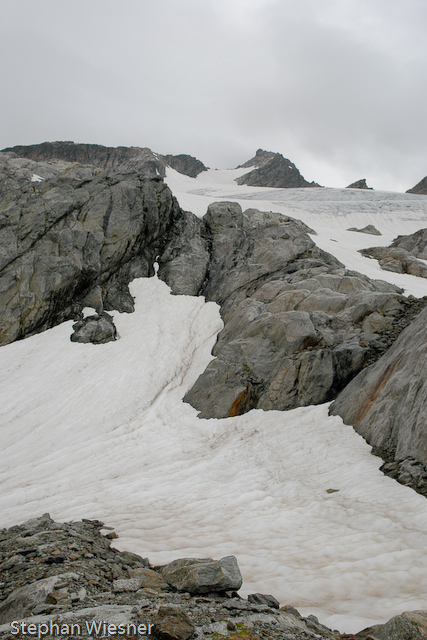

漢根德格萊徹山（Hangendgletscherhorn），是瑞士的山峰，位於該國中西部，由伯恩州負責管轄，屬於伯爾尼山的一部分，海拔高度3,292米，每年平均降雨量2,465毫米，人類首次在1863年8月15日首次登頂。